# Еталон смерекового з домішкою ялиці насадження (Довжинецьке лісництво, кв. 4, вид. 26)
Еталон смерекового з домішкою ялиці насадження — ботанічна пам'ятка природи місцевого значення. Об'єкт розташований на території Надвінянського району Івано-Франківської області, Довжинецьке лісництво, квартал 4, виділ 26.
Площа — 6,0000 га, статус отриманий у 1993 році.